# Plongeon aux championnats du monde de natation 2024
Navigation
Budapest 2022 Kallang 2025
Les treize épreuves de plongeon aux championnats du monde de natation 2024 ont lieu du 2 au 10 février 2024 à Doha au Qatar.
La Chine s'impose encore comme la meilleure nation.

## Programme
Tous les horaires correspondent à l'UTC+03:00.
- Finales

| Date       | Heure | Épreuve                                                   |
| ---------- | ----- | --------------------------------------------------------- |
| 2 février  | 10h00 | Tremplin à 1 mètre femmes (tour préliminaire)             |
| 2 février  | 15h00 | Tremplin à 3 mètres et plateforme à 10 mètres par équipes |
| 2 février  | 19h00 | Tremplin à 1 mètre femmes (finale)                        |
| 2 février  | 10h00 | Tremplin à 1 mètre hommes (tour préliminaire)             |
| 2 février  | 15h00 | Plateforme à 10 mètres synchronisé mixtes                 |
| 2 février  | 19h00 | Tremplin à 1 mètre hommes (finale)                        |
| 4 février  | 10h00 | Plateforme à 10 mètres femmes (tour préliminaire)         |
| 4 février  | 15h30 | Tremplin à 3 mètres synchronisé hommes                    |
| 5 février  | 10h00 | Plateforme à 10 mètres femmes (demi-finale)               |
| 5 février  | 18h30 | Plateforme à 10 mètres femmes (finale)                    |
| 6 février  | 10h00 | Tremplin à 3 mètres hommes (tour préliminaire)            |
| 6 février  | 18h00 | Tremplin à 10 mètres synchronisé femmes                   |
| 7 février  | 10h00 | Tremplin à 3 mètres hommes (demi-finale)                  |
| 7 février  | 14h30 | Tremplin à 3 mètres synchronisé femmes                    |
| 7 février  | 18h30 | Tremplin à 3 mètres hommes (finale)                       |
| 8 février  | 10h00 | Tremplin à 3 mètres femmes (tour préliminaire)            |
| 8 février  | 18h30 | Tremplin à 10 mètres synchronisé hommes                   |
| 9 février  | 10h00 | Tremplin à 3 mètres femmes (demi-finale)                  |
| 9 février  | 15h30 | Plateforme à 10 mètres hommes (tour préliminaire)         |
| 9 février  | 18h00 | Tremplin à 3 mètres femmes                                |
| 10 février | 10h00 | Plateforme à 10 mètres hommes (demi-finale)               |
| 10 février | 13h30 | Tremplin à 3 mètres synchronisé mixte                     |
| 10 février | 18h30 | Plateforme à 10 mètres hommes                             |

## Podiums
| Épreuves                  | Or                                                                                           | Or            | Argent                                                                                              | Argent        | Bronze                                                                   | Bronze        |
| ------------------------- | -------------------------------------------------------------------------------------------- | ------------- | --------------------------------------------------------------------------------------------------- | ------------- | ------------------------------------------------------------------------ | ------------- |
| Individuel hommes         |                                                                                              |               | |               |                                                                          |               |
| Tremplin à 1 m            | Osmar Olvera Ibarra                                                                          | 431,75 points | Li Shixin                                                                                           | 395,70 points | Ross Haslam                                                              | 393,10 points |
| Tremplin à 3 m            | Wang Zongyuan                                                                                | 538,70 points | Xie Siyi                                                                                            | 516,10 points | Osmar Olvera Ibarra                                                      | 498,40 points |
| Plateforme à 10 m         | Yang Hao                                                                                     | 564,05 points | Cao Yuan                                                                                            | 553,20 points | Oleksii Sereda                                                           | 528,65 points |
| synchronisé hommes        |                                                                                              |               | |               |                                                                          |               |
| Tremplin à 3 m            | Chine- Wang Zongyuan - Long Daoyi                                                            | 442,41 points | Italie- Lorenzo Marsaglia - Giovanni Tocci                                                          | 384,24 points | Espagne- Adrian Abadia - Nicolas Garcia Boissier                         | 383,28 points |
| Plateforme à 10 m         | Chine- Lian Junjie - Yang Hao                                                                | 470,76 points | Royaume-Uni - Tom Daley - Noah Williams                                                             | 422,37 points | Ukraine - Oleksii Sereda - Kirill Boliukh                                | 406,47 points |
| Individuel Femmes         |                                                                                              |               | |               |                                                                          |               |
| Tremplin à 1 m            | Alysha Koloi                                                                                 | 260,50 points | Grace Reid                                                                                          | 257,25 points | Maha Eissa                                                               | 257,15 points |
| Tremplin à 3 m            | Chang Yani                                                                                   | 354,75 points | Chen Yiwen                                                                                          | 336,60 points | Suji Kim                                                                 | 311,25 points |
| Plateforme à 10 m         | Quan Hongchan                                                                                | 436,25 points | Chen Yuxi                                                                                           | 427,80 points | Andrea Spendolini Sirieix                                                | 377,10 points |
| Synchronisée Femmes       |                                                                                              |               | |               |                                                                          |               |
| Tremplin à 3 m            | Chine- Chang Yani - Chen Yiwen                                                               | 323,43 points | Australie- Anabelle Smith - Maddison Keeney                                                         | 300,45 points | Royaume-Uni- Scarlett Mew Jensen - Yasmin Harper                         | 281,70 points |
| Plateforme à 10 m         | Chine- Chen Yuxi - Quan Hongchan                                                             | 362,22 points | Corée du Nord- Mi Rae Kim - Jo Jin-mi                                                               | 320,70 points | Royaume-Uni- Lois Toulson - Andrea Spendolini-Sirieix                    | 299,34 points |
| Mixte                     |                                                                                              |               | |               |                                                                          |               |
| Tremplin à 3 m            | Australie- Maddison Keeney - Domonic Bedggood                                                | 300,93 points | Italie- Chiara Pellacani - Matteo Santoro                                                           | 287,49 points | Corée du Sud- Suji Kim - Jaegyeong Yi                                    | 285,03 points |
| Plateforme à 10 m         | Chine- Huang Jianjie - Zhang Jiaqi                                                           | 353,82 points | Corée du Nord- Jo Jin-mi - Yong Myong                                                               | 303,96 points | Mexique- Kevin Berlin Reyes - Alejandra Estudillo Torres                 | 296,13 points |
| Par équipes (3 m et 10 m) | Royaume-Uni- Tom Daley - Scarlett Mew Jensen - Daniel Goodfellow - Andrea Spendolini-Sirieix | 421,65 points | Mexique- Gabriela Agundez Garcia - Randal Willars - Jahir Ocampo Marroquin - Aranza Vasquez Montano | 412,80 points | Australie- Cassiel Rousseau - Maddison Keeney - Nikita Hains - Li Shixin | 385,35 points |

## Tableau des médailles
- Pays organisateur (Japon)

| Rang  | Nation        | Or | Argent | Bronze | Total |
| ----- | ------------- | -- | ------ | ------ | ----- |
| 1     | Chine         | 9  | 4      | 0      | 13    |
| 2     | Australie     | 2  | 2      | 1      | 5     |
| 3     | Royaume-Uni   | 1  | 2      | 4      | 7     |
| 4     | Mexique       | 1  | 1      | 2      | 4     |
| =5    | Italie        | 0  | 2      | 0      | 2     |
| =5    | Corée du Nord | 0  | 2      | 0      | 2     |
| =7    | Corée du Sud  | 0  | 0      | 2      | 2     |
| =7    | Ukraine       | 0  | 0      | 2      | 2     |
| =9    | Égypte        | 0  | 0      | 1      | 1     |
| =9    | Espagne       | 0  | 0      | 1      | 1     |
| Total | Total         | 13 | 13     | 13     | 39    |

## Résultats détaillés

### Hommes

#### Individuel
Au tremplin à 1 mètre, les 12 meilleurs plongeurs se qualifient pour la finale. Au tremplin à 3 mètres et à la plateforme à 10 mètres, les 18 meilleurs plongeurs se qualifient pour les demi-finales, puis les 12 meilleurs passent en finales.
| Rang               | Plongeur            | Pays                   | Tour préliminaire | Tour préliminaire | Finale          |                 |
| Rang               | Plongeur            | Pays                   | Score             | Rang              | Score           |                 |
| ------------------ | ------------------- | ---------------------- | ----------------- | ----------------- | --------------- | --------------- |
| Médaille d'or      | Osmar Olvera        | Mexique                | 406.30            | 1                 | 431.75          |                 |
| Médaille d'argent  | Li Shixin           | Australie              | 379.95            | 3                 | 395.70          |                 |
| Médaille de bronze | Ross Haslam         | Royaume-Uni            | 373.90            | 5                 | 393.10          |                 |
| 4                  | Giovanni Tocci      | Italie                 | 385.05            | 2                 | 388.75          |                 |
| 5                  | Lorenzo Marsaglia   | Italie                 | 342.90            | 11                | 378.25          |                 |
| 6                  | Kurtis Mathews      | Australie              | 367.90            | 7                 | 372.90          |                 |
| 7                  | Gwendal Bisch       | France                 | 330.10            | 12                | 352.55          |                 |
| 8                  | Danylo Konovalov    | Ukraine                | 356.90            | 8                 | 349.55          |                 |
| 9                  | Lyle Yost           | États-Unis             | 354.30            | 9                 | 347.25          |                 |
| 10                 | Sebastián Morales   | Colombie               | 350.70            | 10                | 340.60          |                 |
| 11                 | Zheng Jiuyuan       | Chine                  | 378.60            | 4                 | 334.35          |                 |
| 12                 | Juan Celaya         | Mexique                | 373.70            | 6                 | 324.15          |                 |
| 13                 | Lars Rüdiger        | Allemagne              | 328.55            | 13                | Did not advance | Did not advance |
| 14                 | Jules Bouyer        | France                 | 321.35            | 14                | Did not advance | Did not advance |
| 15                 | Frank Rosales       | Cuba                   | 317.40            | 15                | Did not advance | Did not advance |
| 16                 | Luis Moura          | Brésil                 | 315.40            | 16                | Did not advance | Did not advance |
| 17                 | Kyrylo Azarov       | Ukraine                | 311.80            | 17                | Did not advance | Did not advance |
| 18                 | Mohamed Noaman      | Égypte                 | 305.65            | 18                | Did not advance | Did not advance |
| 19                 | Yi Jae-gyeong       | Corée du Sud           | 295.45            | 19                | Did not advance | Did not advance |
| 20                 | David Ekdahl        | Suède                  | 293.10            | 20                | Did not advance | Did not advance |
| 21                 | Mohamed Farouk      | Égypte                 | 292.55            | 21                | Did not advance | Did not advance |
| 22                 | Dariush Lotfi       | Autriche               | 292.30            | 22                | Did not advance | Did not advance |
| 23                 | Kai Kaneto          | Japon                  | 290.55            | 23                | Did not advance | Did not advance |
| 24                 | David Ledinski      | Croatie                | 290.50            | 24                | Did not advance | Did not advance |
| 25                 | Donato Neglia       | Chili                  | 289.65            | 25                | Did not advance | Did not advance |
| 26                 | Martynas Lisauskas  | Lituanie               | 276.70            | 26                | Did not advance | Did not advance |
| 27                 | Jack Ryan           | États-Unis             | 270.10            | 27                | Did not advance | Did not advance |
| 28                 | Elias Petersen      | Suède                  | 265.30            | 28                | Did not advance | Did not advance |
| 29                 | Frandiel Gómez      | République dominicaine | 263.70            | 29                | Did not advance | Did not advance |
| 30                 | Vyacheslav Kachanov | Ouzbékistan            | 258.45            | 30                | Did not advance | Did not advance |
| 31                 | Hanis Jaya Surya    | Malaisie               | 258.00            | 31                | Did not advance | Did not advance |
| 32                 | Cédric Fofana       | Canada                 | 255.55            | 32                | Did not advance | Did not advance |
| 33                 | Rafael Borges       | Brésil                 | 248.80            | 33                | Did not advance | Did not advance |
| 34                 | Sebastian Konecki   | Lituanie               | 243.55            | 34                | Did not advance | Did not advance |
| 35                 | Kim Yeong-taek      | Corée du Sud           | 242.90            | 35                | Did not advance | Did not advance |
| 36                 | Irakli Sakandelidze | Géorgie                | 223.35            | 36                | Did not advance | Did not advance |
| 37                 | Nikola Paraušić     | Serbie                 | 210.55            | 37                | Did not advance | Did not advance |
| 38                 | Avvir Tham          | Singapour              | 198.05            | 38                | Did not advance | Did not advance |
| 39                 | Hemam London Singh  | Inde                   | 197.05            | 39                | Did not advance | Did not advance |
| 40                 | Surajit Rajbanshi   | Inde                   | 192.20            | 40                | Did not advance | Did not advance |
| 41                 | José Calderón       | République dominicaine | 188.55            | 41                | Did not advance | Did not advance |
| 42                 | Adityo Restu Putra  | Indonésie              | 185.15            | 42                | Did not advance | Did not advance |
| 43                 | Curtis Yuen         | Hong Kong              | 179.00            | 43                | Did not advance | Did not advance |
| 44                 | Dulanjan Fernando   | Sri Lanka              | 150.40            | 44                | Did not advance | Did not advance |
| 45                 | Anathi Shozi        | Afrique du Sud         | 128.45            | 45                | Did not advance | Did not advance |

| Rang               | Plongeur                | Pays                   | Tour préliminaire | Tour préliminaire | Demi-finale     | Demi-finale     | Finale          |                 |
| Rang               | Plongeur                | Pays                   | Score             | Rang              | Score           | Rang            | Score           |                 |
| ------------------ | ----------------------- | ---------------------- | ----------------- | ----------------- | --------------- | --------------- | --------------- | --------------- |
| Médaille d'or      | Wang Zongyuan           | Chine                  | 474.30            | 2                 | 469.95          | 2               | 538.70          |                 |
| Médaille d'argent  | Xie Siyi                | Chine                  | 493.05            | 1                 | 518.00          | 1               | 516.10          |                 |
| Médaille de bronze | Osmar Olvera            | Mexique                | 445.55            | 3                 | 458.35          | 3               | 498.40          |                 |
| 4                  | Luis Uribe              | Colombie               | 381.95            | 13                | 440.75          | 4               | 443.15          |                 |
| 5                  | Jules Bouyer            | France                 | 404.25            | 7                 | 422.55          | 6               | 439.50          |                 |
| 6                  | Ross Haslam             | Royaume-Uni            | 429.05            | 4                 | 427.00          | 5               | 438.60          |                 |
| 7                  | Moritz Wesemann         | Allemagne              | 412.45            | 5                 | 392.50          | 10              | 433.75          |                 |
| 8                  | Woo Ha-ram              | Corée du Sud           | 380.20            | 15                | 392.95          | 9               | 424.50          |                 |
| 9                  | Sho Sakai               | Japon                  | 383.50            | 12                | 393.25          | 8               | 414.60          |                 |
| 10                 | Li Shixin               | Australie              | 389.55            | 8                 | 398.20          | 7               | 406.40          |                 |
| 11                 | Gwendal Bisch           | France                 | 371.75            | 18                | 387.30          | 11              | 380.80          |                 |
| 12                 | Lorenzo Marsaglia       | Italie                 | 377.65            | 16                | 372.50          | 12              | 366.25          |                 |
| 13                 | Jonathan Ruvalcaba      | République dominicaine | 387.15            | 9                 | 371.75          | 13              | Did not advance | Did not advance |
| 14                 | Yona Knight-Wisdom      | Jamaïque               | 385.65            | 11                | 368.95          | 14              | Did not advance | Did not advance |
| 15                 | Yi Jae-gyeong           | Corée du Sud           | 381.60            | 14                | 367.85          | 15              | Did not advance | Did not advance |
| 16                 | Mohamed Farouk          | Égypte                 | 404.70            | 6                 | 366.80          | 16              | Did not advance | Did not advance |
| 17                 | Jake Passmore           | Irlande                | 374.15            | 17                | 364.50          | 17              | Did not advance | Did not advance |
| 18                 | Alexander Lube          | Allemagne              | 387.05            | 10                | 335.45          | 18              | Did not advance | Did not advance |
| 19                 | Haruki Suyama           | Japon                  | 371.40            | 19                | Did not advance | Did not advance | Did not advance | Did not advance |
| 20                 | Jack Laugher            | Royaume-Uni            | 363.10            | 20                | Did not advance | Did not advance | Did not advance | Did not advance |
| 21                 | Giovanni Tocci          | Italie                 | 359.00            | 21                | Did not advance | Did not advance | Did not advance | Did not advance |
| 22                 | Frandiel Gómez          | République dominicaine | 356.85            | 22                | Did not advance | Did not advance | Did not advance | Did not advance |
| 23                 | Ooi Tze Liang           | Malaisie               | 352.10            | 23                | Did not advance | Did not advance | Did not advance | Did not advance |
| 24                 | Matej Nevešćanin        | Croatie                | 351.75            | 24                | Did not advance | Did not advance | Did not advance | Did not advance |
| 25                 | Adrián Abadía           | Espagne                | 348.20            | 25                | Did not advance | Did not advance | Did not advance | Did not advance |
| 26                 | Liam Stone              | Nouvelle-Zélande       | 344.30            | 26                | Did not advance | Did not advance | Did not advance | Did not advance |
| 27                 | Emanuel Vázquez         | Porto Rico             | 343.80            | 27                | Did not advance | Did not advance | Did not advance | Did not advance |
| 28                 | Nicolás García          | Espagne                | 342.75            | 28                | Did not advance | Did not advance | Did not advance | Did not advance |
| 29                 | Tyler Downs             | États-Unis             | 342.35            | 29                | Did not advance | Did not advance | Did not advance | Did not advance |
| 30                 | Nikolaj Schaller        | Autriche               | 341.55            | 30                | Did not advance | Did not advance | Did not advance | Did not advance |
| 31                 | Rodrigo Diego           | Mexique                | 340.40            | 31                | Did not advance | Did not advance | Did not advance | Did not advance |
| 32                 | Frazer Tavener          | Nouvelle-Zélande       | 338.55            | 32                | Did not advance | Did not advance | Did not advance | Did not advance |
| 32                 | Kurtis Mathews          | Australie              | 338.55            | 32                | Did not advance | Did not advance | Did not advance | Did not advance |
| 34                 | Cédric Fofana           | Canada                 | 338.20            | 34                | Did not advance | Did not advance | Did not advance | Did not advance |
| 35                 | Jonathan Suckow         | Suisse                 | 332.45            | 35                | Did not advance | Did not advance | Did not advance | Did not advance |
| 36                 | Carson Paul             | Canada                 | 330.80            | 36                | Did not advance | Did not advance | Did not advance | Did not advance |
| 37                 | Grayson Campbell        | États-Unis             | 328.00            | 37                | Did not advance | Did not advance | Did not advance | Did not advance |
| 38                 | Danylo Konovalov        | Ukraine                | 325.90            | 38                | Did not advance | Did not advance | Did not advance | Did not advance |
| 39                 | Mohamed Noaman          | Égypte                 | 325.50            | 39                | Did not advance | Did not advance | Did not advance | Did not advance |
| 40                 | Isak Børslien           | Norvège                | 323.45            | 40                | Did not advance | Did not advance | Did not advance | Did not advance |
| 41                 | Elias Petersen          | Suède                  | 322.65            | 41                | Did not advance | Did not advance | Did not advance | Did not advance |
| 42                 | Alexander Hart          | Autriche               | 321.85            | 42                | Did not advance | Did not advance | Did not advance | Did not advance |
| 43                 | Andrzej Rzeszutek       | Pologne                | 312.35            | 43                | Did not advance | Did not advance | Did not advance | Did not advance |
| 44                 | Kacper Lesiak           | Pologne                | 299.70            | 44                | Did not advance | Did not advance | Did not advance | Did not advance |
| 45                 | Muhammad Syafiq Puteh   | Malaisie               | 296.35            | 45                | Did not advance | Did not advance | Did not advance | Did not advance |
| 46                 | Luis Moura              | Brésil                 | 294.95            | 46                | Did not advance | Did not advance | Did not advance | Did not advance |
| 47                 | Kyrylo Azarov           | Ukraine                | 294.25            | 47                | Did not advance | Did not advance | Did not advance | Did not advance |
| 48                 | Rafael Max              | Brésil                 | 288.15            | 48                | Did not advance | Did not advance | Did not advance | Did not advance |
| 49                 | Guillaume Dutoit        | Suisse                 | 283.70            | 49                | Did not advance | Did not advance | Did not advance | Did not advance |
| 50                 | Sebastian Konecki       | Lituanie               | 283.35            | 50                | Did not advance | Did not advance | Did not advance | Did not advance |
| 51                 | Adityo Restu Putra      | Indonésie              | 279.95            | 51                | Did not advance | Did not advance | Did not advance | Did not advance |
| 52                 | Vyacheslav Kachanov     | Ouzbékistan            | 279.55            | 52                | Did not advance | Did not advance | Did not advance | Did not advance |
| 53                 | Chawanwat Juntaphadawon | Thaïlande              | 276.30            | 53                | Did not advance | Did not advance | Did not advance | Did not advance |
| 54                 | Tornike Onikashvili     | Géorgie                | 274.75            | 54                | Did not advance | Did not advance | Did not advance | Did not advance |
| 55                 | Sebastián Morales       | Colombie               | 274.75            | 55                | Did not advance | Did not advance | Did not advance | Did not advance |
| 56                 | Frank Rosales           | Cuba                   | 272.70            | 56                | Did not advance | Did not advance | Did not advance | Did not advance |
| 57                 | Avvir Tham              | Singapour              | 266.20            | 57                | Did not advance | Did not advance | Did not advance | Did not advance |
| 58                 | David Ekdahl            | Suède                  | 263.90            | 58                | Did not advance | Did not advance | Did not advance | Did not advance |
| 59                 | Martynas Lisauskas      | Lituanie               | 262.90            | 59                | Did not advance | Did not advance | Did not advance | Did not advance |
| 60                 | David Ledinski          | Croatie                | 252.65            | 60                | Did not advance | Did not advance | Did not advance | Did not advance |
| 61                 | Yohan Eskrick-Parkinson | Jamaïque               | 250.65            | 61                | Did not advance | Did not advance | Did not advance | Did not advance |
| 62                 | Hemam London Singh      | Inde                   | 238.80            | 62                | Did not advance | Did not advance | Did not advance | Did not advance |
| 63                 | Curtis Yuen             | Hong Kong              | 237.30            | 63                | Did not advance | Did not advance | Did not advance | Did not advance |
| 64                 | Surajit Rajbanshi       | Inde                   | 231.90            | 64                | Did not advance | Did not advance | Did not advance | Did not advance |
| 65                 | Tri Anggoro Priambodo   | Indonésie              | 207.30            | 65                | Did not advance | Did not advance | Did not advance | Did not advance |
| 66                 | Nazar Kozhanov          | Kazakhstan             | 202.25            | 66                | Did not advance | Did not advance | Did not advance | Did not advance |
| 67                 | Nikola Paraušić         | Serbie                 | 197.40            | 67                | Did not advance | Did not advance | Did not advance | Did not advance |
| 68                 | Dulanjan Fernando       | Sri Lanka              | 180.25            | 68                | Did not advance | Did not advance | Did not advance | Did not advance |
| 69                 | Robben Yiu              | Hong Kong              | 161.25            | 69                | Did not advance | Did not advance | Did not advance | Did not advance |
|                    | Donato Neglia           | Chili                  | Did not finish    | Did not finish    | Did not advance | Did not advance | Did not advance | Did not advance |

| Rang               | Plongeur                 | Pays             | Tour préliminaire | Tour préliminaire | Demi-finale     | Demi-finale     | Finale          |                 |
| Rang               | Plongeur                 | Pays             | Score             | Rang              | Score           | Rang            | Score           |                 |
| ------------------ | ------------------------ | ---------------- | ----------------- | ----------------- | --------------- | --------------- | --------------- | --------------- |
| Médaille d'or      | Yang Hao                 | Chine            | 497.70            | 2                 | 468.15          | 3               | 564.05          |                 |
| Médaille d'argent  | Cao Yuan                 | Chine            | 503.80            | 1                 | 492.75          | 1               | 553.20          |                 |
| Médaille de bronze | Oleksiy Sereda           | Ukraine          | 446.40            | 5                 | 441.70          | 5               | 528.65          |                 |
| 4                  | Randal Willars           | Mexique          | 449.75            | 4                 | 468.55          | 2               | 505.00          |                 |
| 5                  | Rylan Wiens              | Canada           | 415.95            | 9                 | 456.95          | 4               | 489.20          |                 |
| 6                  | Kyle Kothari             | Royaume-Uni      | 398.10            | 11                | 409.00          | 11              | 482.20          |                 |
| 7                  | Noah Williams            | Royaume-Uni      | 451.95            | 3                 | 439.70          | 6               | 479.05          |                 |
| 8                  | Brandon Loschiavo        | États-Unis       | 409.00            | 10                | 413.65          | 9               | 453.35          |                 |
| 9                  | Nathan Zsombor-Murray    | Canada           | 433.55            | 7                 | 415.40          | 8               | 452.25          |                 |
| 10                 | Kevin Berlín             | Mexique          | 435.80            | 6                 | 410.60          | 10              | 389.25          |                 |
| 11                 | Robert Łukaszewicz       | Pologne          | 372.25            | 15                | 406.80          | 12              | 387.55          |                 |
| 12                 | Igor Myalin              | Ouzbékistan      | 377.85            | 14                | 415.80          | 7               | 379.80          |                 |
| 13                 | Sebastián Villa          | Colombie         | 372.15            | 16                | 385.40          | 13              | Did not advance | Did not advance |
| 14                 | Im Yong-myong            | Corée du Nord    | 416.60            | 8                 | 383.45          | 14              | Did not advance | Did not advance |
| 15                 | Andreas Sargent Larsen   | Italie           | 365.85            | 18                | 361.15          | 15              | Did not advance | Did not advance |
| 16                 | Riccardo Giovannini      | Italie           | 379.75            | 13                | 360.05          | 16              | Did not advance | Did not advance |
| 17                 | Anton Knoll              | Autriche         | 368.00            | 17                | 320.95          | 17              | Did not advance | Did not advance |
| 18                 | Shin Jung-whi            | Corée du Sud     | 379.85            | 12                | 302.55          | 18              | Did not advance | Did not advance |
| 19                 | Joshua Hedberg           | États-Unis       | 365.75            | 19                | Did not advance | Did not advance | Did not advance | Did not advance |
| 20                 | Emanuel Vázquez          | Porto Rico       | 359.30            | 20                | Did not advance | Did not advance | Did not advance | Did not advance |
| 21                 | Jaxon Bowshire           | Australie        | 357.35            | 21                | Did not advance | Did not advance | Did not advance | Did not advance |
| 22                 | Yevhen Naumenko          | Ukraine          | 354.70            | 22                | Did not advance | Did not advance | Did not advance | Did not advance |
| 23                 | Jorge Rodríguez          | Espagne          | 353.35            | 23                | Did not advance | Did not advance | Did not advance | Did not advance |
| 24                 | Jaden Eikermann          | Allemagne        | 351.60            | 24                | Did not advance | Did not advance | Did not advance | Did not advance |
| 25                 | Carlos Camacho           | Espagne          | 350.70            | 25                | Did not advance | Did not advance | Did not advance | Did not advance |
| 26                 | Jesus González           | Venezuela        | 347.10            | 26                | Did not advance | Did not advance | Did not advance | Did not advance |
| 27                 | Enrique Harold           | Malaisie         | 340.40            | 27                | Did not advance | Did not advance | Did not advance | Did not advance |
| 28                 | Isak Børslien            | Norvège          | 338.15            | 28                | Did not advance | Did not advance | Did not advance | Did not advance |
| 29                 | Nathan Brown             | Nouvelle-Zélande | 331.10            | 29                | Did not advance | Did not advance | Did not advance | Did not advance |
| 30                 | Carlos Ramos             | Cuba             | 329.45            | 30                | Did not advance | Did not advance | Did not advance | Did not advance |
| 31                 | Leonardo García          | Colombie         | 318.75            | 31                | Did not advance | Did not advance | Did not advance | Did not advance |
| 32                 | Jellson Jabillin         | Malaisie         | 318.10            | 32                | Did not advance | Did not advance | Did not advance | Did not advance |
| 33                 | Omar El-Sayed            | Égypte           | 315.10            | 33                | Did not advance | Did not advance | Did not advance | Did not advance |
| 34                 | Shen Lee                 | Singapour        | 313.50            | 34                | Did not advance | Did not advance | Did not advance | Did not advance |
| 35                 | Athanasios Tsirikos      | Grèce            | 305.30            | 35                | Did not advance | Did not advance | Did not advance | Did not advance |
| 36                 | Dariush Lotfi            | Autriche         | 290.15            | 36                | Did not advance | Did not advance | Did not advance | Did not advance |
| 37                 | Ko Che-won               | Corée du Nord    | 281.20            | 37                | Did not advance | Did not advance | Did not advance | Did not advance |
| 38                 | Luis Avila Sanchez       | Allemagne        | 272.20            | 38                | Did not advance | Did not advance | Did not advance | Did not advance |
| 39                 | Kai Kaneto               | Japon            | 261.30            | 39                | Did not advance | Did not advance | Did not advance | Did not advance |
| 40                 | Constantin Popovici      | Roumanie         | 257.10            | 40                | Did not advance | Did not advance | Did not advance | Did not advance |
| 41                 | Ningthoujam Wilson Singh | Inde             | 254.85            | 41                | Did not advance | Did not advance | Did not advance | Did not advance |
| 42                 | Luke Sipkes              | Nouvelle-Zélande | 252.00            | 42                | Did not advance | Did not advance | Did not advance | Did not advance |
| 43                 | Walter Rojas             | Venezuela        | 241.90            | 43                | Did not advance | Did not advance | Did not advance | Did not advance |
| 44                 | Aleksa Teofilović        | Serbie           | 234.95            | 44                | Did not advance | Did not advance | Did not advance | Did not advance |
| 45                 | Ramez Sobhy              | Égypte           | 233.50            | 45                | Did not advance | Did not advance | Did not advance | Did not advance |
|                    | Kim Yeong-taek           | Corée du Sud     | Did not start     | Did not start     | Did not start   | Did not start   | Did not start   | Did not start   |

#### Synchronisé
Lors de chacune des épreuves, à l'issue du tour préliminaire, seules les 12 meilleures équipes se qualifient pour la finale.
| Rang               | Pays | Plongeurs | Tour préliminaire | Tour préliminaire | Finale |
| Rang               | Pays | Plongeurs | Score             | Rang              | Score  |
| ------------------ | ---- | --------- | ----------------- | ----------------- | ------ |
| Médaille d'or      |      |           |                   |                   |        |
| Médaille d'argent  |      |           |                   |                   |        |
| Médaille de bronze |      |           |                   |                   |        |

| Rang               | Pays | Plongeurs | Tour préliminaire | Tour préliminaire | Finale |
| Rang               | Pays | Plongeurs | Score             | Rang              | Score  |
| ------------------ | ---- | --------- | ----------------- | ----------------- | ------ |
| Médaille d'or      |      |           |                   |                   |        |
| Médaille d'argent  |      |           |                   |                   |        |
| Médaille de bronze |      |           |                   |                   |        |

### Femmes

#### Individuel
Au tremplin à 1 mètre, les 12 meilleures plongeuses se qualifient pour la finale. Au tremplin à 3 mètres et à la plateforme à 10 mètres, les 18 meilleures plongeuses se qualifient pour les demi-finales, puis les 12 meilleures passent en finales.
| Rang               | Plongeuse | Pays | Tour préliminaire | Tour préliminaire | Finale |
| Rang               | Plongeuse | Pays | Score             | Rang              | Score  |
| ------------------ | --------- | ---- | ----------------- | ----------------- | ------ |
| Médaille d'or      |           |      |                   |                   |        |
| Médaille d'argent  |           |      |                   |                   |        |
| Médaille de bronze |           |      |                   |                   |        |

| Rang               | Plongeuse | Pays | Tour préliminaire | Tour préliminaire | Demi-finale | Demi-finale | Finale |
| Rang               | Plongeuse | Pays | Score             | Rang              | Score       | Rang        | Score  |
| ------------------ | --------- | ---- | ----------------- | ----------------- | ----------- | ----------- | ------ |
| Médaille d'or      |           |      |                   |                   |             |             |        |
| Médaille d'argent  |           |      |                   |                   |             |             |        |
| Médaille de bronze |           |      |                   |                   |             |             |        |

| Rang               | Plongeuse | Pays | Tour préliminaire | Tour préliminaire | Demi-finale | Demi-finale | Finale |
| Rang               | Plongeuse | Pays | Score             | Rang              | Score       | Rang        | Score  |
| ------------------ | --------- | ---- | ----------------- | ----------------- | ----------- | ----------- | ------ |
| Médaille d'or      |           |      |                   |                   |             |             |        |
| Médaille d'argent  |           |      |                   |                   |             |             |        |
| Médaille de bronze |           |      |                   |                   |             |             |        |

#### Synchronisé
Lors de chacune des épreuves, à l'issue du tour préliminaire, seules les 12 meilleures équipes se qualifient pour la finale.
| Rang               | Pays | Plongeuses | Tour préliminaire | Tour préliminaire | Finale |
| Rang               | Pays | Plongeuses | Score             | Rang              | Score  |
| ------------------ | ---- | ---------- | ----------------- | ----------------- | ------ |
| Médaille d'or      |      |            |                   |                   |        |
| Médaille d'argent  |      |            |                   |                   |        |
| Médaille de bronze |      |            |                   |                   |        |

| Rang               | Pays | Plongeuses | Tour préliminaire | Tour préliminaire | Finale |
| Rang               | Pays | Plongeuses | Score             | Rang              | Score  |
| ------------------ | ---- | ---------- | ----------------- | ----------------- | ------ |
| Médaille d'or      |      |            |                   |                   |        |
| Médaille d'argent  |      |            |                   |                   |        |
| Médaille de bronze |      |            |                   |                   |        |

### Mixte
| Rang               | Pays                   | Plongeurs                                     | Score  |
| ------------------ | ---------------------- | --------------------------------------------- | ------ |
| Médaille d'or      | Australie              | Domonic Bedggood Maddison Keeney              | 300.93 |
| Médaille d'argent  | Italie                 | Matteo Santoro Chiara Pellacani               | 287.49 |
| Médaille de bronze | Corée du Sud           | Yi Jae-gyeong Kim Su-ji                       | 285.03 |
| 4                  | Royaume-Uni            | Ross Haslam Grace Reid                        | 278.28 |
| 5                  | Mexique                | Jahir Ocampo Paola Pineda                     | 275.31 |
| 6                  | Suède                  | Elias Petersen Emilia Nilsson Garip           | 267.39 |
| 7                  | États-Unis             | Noah Duperre Bridget O'Neil                   | 262.17 |
| 8                  | France                 | Gwendal Bisch Naïs Gillet                     | 260.85 |
| 9                  | Allemagne              | Alexander Lube Jana Rother                    | 257.64 |
| 10                 | Nouvelle-Zélande       | Liam Stone Elizabeth Roussel                  | 252.66 |
| 11                 | Pologne                | Kacper Lesiak Aleksandra Błażowska            | 252.30 |
| 12                 | Irlande                | Jake Passmore Clare Cryan                     | 249.12 |
| 13                 | Ukraine                | Kyrylo Azarov Hanna Pysmenska                 | 235.50 |
| 14                 | Indonésie              | Andriyan Andriyan Gladies Lariesa Garina Haga | 207.00 |
| 15                 | République dominicaine | José Calderón Victoria Garza                  | 198.12 |
| 16                 | Géorgie                | Giorgi Tsulukidze Tekle Sharia                | 198.72 |
| 17                 | Macao                  | He Heung Wing Zhao Hang U                     | 166.17 |

| Rang               | Pays          | Plongeurs                          | Score  |
| ------------------ | ------------- | ---------------------------------- | ------ |
| Médaille d'or      | Chine         | Huang Jianjie Zhang Jiaqi          | 353.82 |
| Médaille d'argent  | Corée du Nord | Im Yong-myong Jo Jin-mi            | 303.96 |
| Médaille de bronze | Mexique       | Kevin Berlín Alejandra Estudillo   | 296.13 |
| 4                  | États-Unis    | Tyler Wills Bayleigh Cranford      | 291.90 |
| 5                  | Allemagne     | Tom Waldsteiner Elena Wassen       | 291.42 |
| 6                  | Corée du Sud  | Shin Jung-whi Kim Na-hyun          | 262.80 |
| 7                  | Espagne       | Max Liñan Ana Carvajal             | 242.76 |
| 8                  | Italie        | Eduard Timbretti Gugiu Irene Pesce | 186.36 |
| 9                  | Macao         | Zhang Hoi Lo Ka Wai                | 180.03 |

| Rang               | Pays             | Équipe                                                                                     | Score  |
| ------------------ | ---------------- | ------------------------------------------------------------------------------------------ | ------ |
| Médaille d'or      | Royaume-Uni      | Tom Daley Scarlett Mew Jensen Daniel Goodfellow Andrea Spendolini-Sirieix                  | 421.65 |
| Médaille d'argent  | Mexique          | Gabriela Agúndez Randal Willars Jahir Ocampo Aranza Vázquez                                | 412.80 |
| Médaille de bronze | Australie        | Cassiel Rousseau Maddison Keeney Nikita Hains Li Shixin                                    | 385.35 |
| 4                  | Allemagne        | Moritz Wesemann Elena Wassen Lena Hentschel Timo Barthel                                   | 362.05 |
| 5                  | États-Unis       | Lyle Yost Brandon Loschiavo Katrina Young Sarah Bacon                                      | 344.75 |
| 6                  | Indonésie        | Andriyan Adityo Restu Putra Gladies Lariesa Garina Haga                                    | 330.60 |
| 7                  | Corée du Nord    | Jo Jin-mi Im Yong-myong Ko Che-won Kim Hui-yon                                             | 320.85 |
| 8                  | Espagne          | Valeria Antolino Nicolás García Carlos Camacho Rocío Velázquez                             | 310.55 |
| 9                  | Nouvelle-Zélande | Mikali Dawson Elizabeth Roussel Nathan Brown Frazer Tavener                                | 306.40 |
| 10                 | Italie           | Eduard Timbretti Gugiu Chiara Pellacani Irene Pesce Matteo Santoro                         | 271.70 |
| 11                 | Malaisie         | Kimberly Bong Bertrand Rhodict Lises Nur Eilisha Rania Muhammad Abrar Raj Hanis Jaya Surya | 245.90 |
| 12                 | Macao            | Zhao Hang U Zhang Hoi He Heung Wing Lo Ka Wai                                              | 212.70 |